# Alina Lange
 Alina Lange (* 29. August 1996 in Köln) ist eine deutsche Radsportlerin.

## Sportliche Laufbahn
2012 wurde Alina Lange erstmals deutsche Meisterin, im Omnium der weiblichen Jugend. Im selben Jahr wurde sie mit Lisa Carolin Happke und Nina Schulz Dritte in der Mannschaftsverfolgung.
Im Teamsprint wurde sie Vize-Meisterin mit Lisa Carolin Happke sowie im Punktefahren und im Zeitfahren über 500 Meter. Als Juniorin holte sie sich bei den deutschen Meisterschaften 2013 den Titel im Sprint und belegte den dritten Platz im Omnium. Zudem wurde sie Vize-Meisterin mit Happke im Teamsprint und über die 500 Meter, im Punktefahren wurde sie Dritte.
Ab 2014 startete Lange in einigen Disziplinen auch schon bei den Frauen. Bei den deutschen Bahnmeisterschaften in Cottbus wurde sie jeweils Dritte in der Mannschaftsverfolgung (mit Christina Koep, Lisa Carolin Happke und Jenny Heeger) sowie im Teamsprint mit Happke. Im selben Jahr startete sie bei den Junioren-Bahnweltmeisterschaften in Seoul und wurde Sechste im Punktefahren. Im Jahr darauf wurde sie erneut Dritte im Teamsprint bei nationalen Meisterschaften, gemeinsam mit Sabina Ossyra.
2016 errang Alina Lange den nationalen Titel im Scratch der Frauen, im Teamsprint belegte sie mit Tatjana Paller Platz zwei.
2017 wurde sie gemeinsam mit Franziska Brauße erste deutsche Meisterin im Zweier-Mannschaftsfahren.
2022 wurde sie Deutsche Vizemeisterin im Scratch hinter Laura Süßemilch.

## Erfolge
2012
- Deutsche Jugend-Meisterin – Omnium

2013
- Deutsche Junioren-Meisterin – Sprint

2016
- Deutsche Meisterin – Scratch

2017
- Deutsche Meisterin – Zweier-Mannschaftsfahren (mit Franziska Brauße)